# Берстал (Саскачеван)
Берстал (енгл. Burstall) је урбано насеље са статусом варошице у југозападном делу канадске провинције Саскачеван. Насеље се налази на деоници провинцијског друма 321 на свега 7 км источно од административне границе са провинцијом Алберта. 
Насеље Берстал развило се паралелно са железничком пругом која је прошла кроз крајњи запад провинције почетком прошлог века. Основу популације чинили су немачки имигранти из јужне Русије. Насеље је добило име у част канадског генерала Хенрија Едварда Берстала. Године 1921. административно је уређено као село. 
Пољопривреда је била најважнија делатност све до 1956. када је недалеко од насеља саграђен велики гасовод. Приликом радова на гасоводу 1976. на свега неколико километара источније од насеља откривено је праисторијско насеље старо више од пет хиљада година.

## Демографија
Према резултатима пописа становништва из 2011. у варошици је живео 301 становник у укупно 178 домаћинстава, што је за 4,4% мање у односу на 315 житеља колико је регистровано 
приликом пописа 2006. године.
| 2011. |
| ----- |
| 301   |